# Destino di Urza
Destino di Urza (Urza's Destiny in inglese) è un'espansione del gioco di carte collezionabili Magic: l'Adunanza, edito da Wizards of the Coast. In vendita in tutto il mondo dal 7 giugno 1999, è il terzo e ultimo set del blocco di Urza, che comprende anche Saga di Urza ed Eredità di Urza.

## Caratteristiche

Il simbolo dell'espansione

Destino di Urza è composta da 143 carte, stampate a bordo nero, così ripartite:
- per colore: 25 bianche, 25 blu, 25 nere, 25 rosse, 25 verdi, 17 incolori, 1 terra.
- per rarità: 55 comuni, 44 non comuni e 44 rare.

Il simbolo dell'espansione è una boccetta da chimico, e si presenta nei consueti tre colori a seconda della rarità: nero per le comuni, argento per le non comuni, e oro per le rare.
Destino di Urza è disponibile in bustine da 15 carte casuali e in 4 mazzi tematici precostituiti da 60 carte ciascuno:
- Enchanter (bianco/blu)
- Fiendish Nature (verde/nero)
- Battle Surge (blu/rosso)
- Assassin (nero)

Destino di Urza fu presentata in tutto il mondo durante i tornei di prerelease il 29 maggio 1999, in quell'occasione venne distribuita una speciale carta olografica promozionale: il Falso Profeta.

### Ristampe
L'unica carta ristampata da espansioni precedenti è Ratti Famelici (dal set introduttivo Portal Seconda Era).

## Novità
In questo set, contrariamente a quanto avviene di solito, non sono presentate nuove abilità delle carte, vengono invece ulteriormente sviluppate le meccaniche dei due set precedenti, come le abilità Eco e Ciclo.
Nonostante questo Destino di Urza presenta molti cambiamenti rispetto ai set che l'hanno preceduta, soprattutto per quanto riguarda i testi delle carte. Infatti è la prima espansione a essere stampata dopo l'uscita della Sesta Edizione del set base, che ha notevolmente modificato le regole del gioco.